# Чулково (Скопинский район)
Чулково — село в Скопинском районе Рязанской области России, входит в состав Побединского городского поселения.

## География
Село расположено на берегу реки Вёрда в 4 км на север от центра поселения посёлка Побединка и в 9 км на юг от райцентра города Скопин. 

## История
Село Чулково под именем Чулковской казачьей слободы с церковью Чудотворца Николая упоминается в окладных книгах 1676 года. В 1734 году в селе Чулкове приходских дворов показано 55, а церковной земли только 10 четвертей. В 1758 году начато строительство каменной Николаевской церкви. Как видно из челобитной помещика села секунд-майора Дмитрия Васильевича Лихарева, поданного архиепископу Рязанскому Палладию в октябре 1760 года, челобитчик спрашивает дозволения на постройку Дмитриевского придела. Находящийся при той же церкви придел в честь иконы Божьей Матери Казанской освящён в 1873 году
.
В XIX — начале XX века село входило в состав Корневской волости Скопинского уезда Рязанской губернии. В 1906 году в селе было 95 дворов.
С 1929 года село являлось центром Чулковского сельсовета Скопинского района Рязанского округа Московской области, с 1937 года — в составе Рязанской области, с 2005 года — в составе Побединского городского поселения.

## Население
| 1859 | 1906 | 2010  | 2023  |
| ---- | ---- | ----- | ----- |
| 424  | ↗517 | ↗1359 | ↗1616 |

## Инфраструктура
В селе имеются Чулковская средняя общеобразовательная школа, детский сад, почтовое отделение, фельдшерско-акушерский пункт.